# 亨克·阿龙

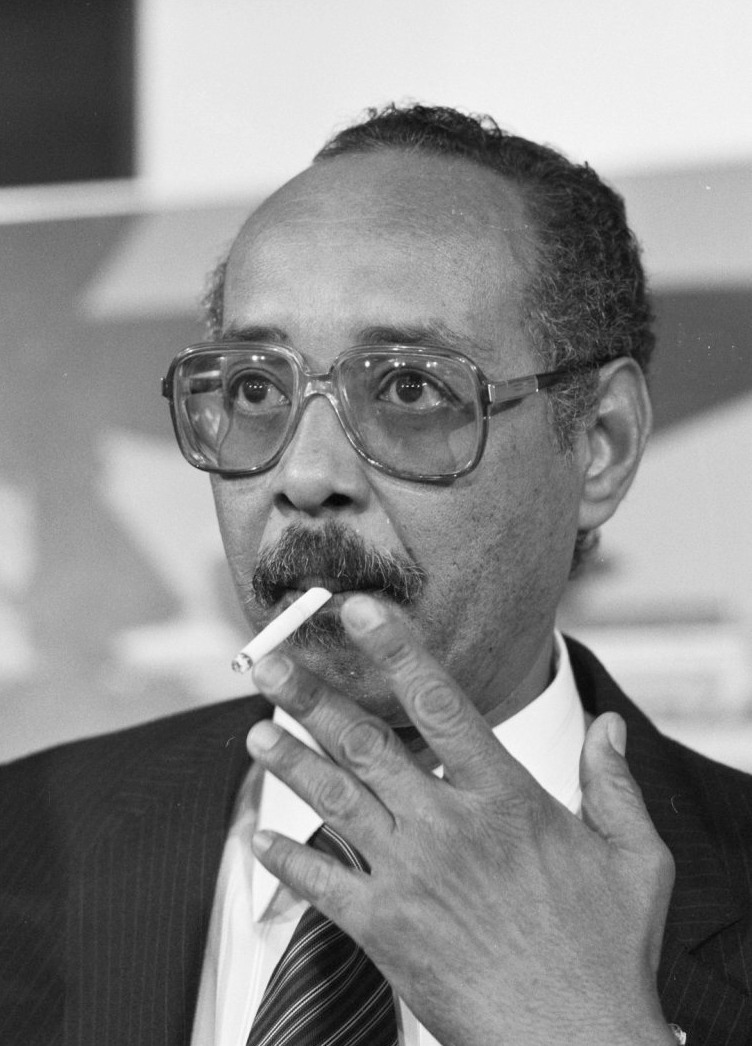
亨克·阿龙

亨克·阿龙（Henck Arron，1936年4月25日—2000年12月4日）是一名苏里南克里奥尔人经济学家和政治人物，曾担任过苏国总理和副总统。
他出生于首都帕拉马里博，华裔，祖父是广东人。早年在荷兰获得国际银行学学士学位，毕业后供职于阿姆斯特丹银行。归国后阿龙进入维尔武茨银行（现苏里南哈克里银行）工作。
阿龙在1961年踏入政治舞台，被选为苏里南民族党中央委员。1963年－1980年间长期担任国民议会议员。期间的1969年阿龙代理民主党主席并于1970年正式成为主席。1973年、1977年和1988年曾三次担任总理，兼任过总务部长和外交部长并负责国防事务。苏里南正是在阿龙的领导下在1975年独立。
1980年苏里南军事政变后他被捕入狱，关押一年后才得以释放。1988年苏里南恢复民主政府后，他身兼副总统、部长委员会主席（即总理）等要职。1991年大选结束后，阿龙又担任了民族党和其他三党组成的联盟新阵线的主席，并成为总统顾问。
他于1993年辞去民主党主席，2000年在荷兰访问时死于阿尔芬市。